# Megachile duala
Megachile duala är en biart som beskrevs av Embrik Strand 1914. Megachile duala ingår i släktet tapetserarbin, och familjen buksamlarbin. Inga underarter finns listade i Catalogue of Life.